# Barnabé Delarze
Barnabé Delarze, né le 30 juin 1994 à Lausanne, est un rameur suisse.
Il participe au quatre de couple des Jeux olympiques d'été de 2016 avec ses coéquipiers: Roman Röösli, Augustin Maillefer et Nico Stahlberg ainsi qu'au deux de couple des Jeux olympiques d'été de 2020 avec Roman Röösli.

## Biographie
Barnabé Delarze naît le 30 juin 1994 à Lausanne. Il est orphelin de son père, mort d'une crise cardiaque, à l'âge de 7 ans. 
Il vit à Bavois, dans le canton de Vaud, jusqu'à l'âge de 11 ans, puis déménage à Lausanne, à Ouchy. Il fait ses études secondaires inférieures au Collège de l'Élysée, puis entre au gymnase de la Cité avant de rejoindre le gymnase Auguste-Piccard qui offre des filières études et sport.
Après avoir joué deux ans au rugby, il découvre l'aviron en 2007.
Il fait des études de sport et sciences politiques à l'Université de Lausanne.
Alors qu'il visait une médaille avec Roman Röösli aux Jeux olympiques d'été de Tokyo en 2021, les deux hommes ne terminent que cinquièmes.

## Jeux olympiques
- 1er de la Finale B en 4x, (7e classement général) à Rio de Janeiro
- 5e de la Finale A à Tokyo

## Championnats d'Europe
- 2017 : à Račice (CZE) : 3e en deux de couple
- 2019 : à Lucerne (SUI) : 2e en deux de couple
- 2020 : à Poznań (POL) : 2e en deux de couple

## Championnats du Monde
- 2018 : Plovdiv (BUL) : 2e en deux de couple